# Gryfondom
"Morda spadate v Gryfondom,
kjer le pogumni žive.
V drznosti in viteštvu
vsi po vrsti tam bleste."
- Klobuk Izbiruh
Gryfondom (angleško Gryffindor) je eden od domov Bradavičarke.Gryfondomovci so znani po pogumu, viteštvu in zvestobi. Njihova dnevna soba se nahaja v Gryfondomovskem stolpu v sedmem nadstropju. V sobo prideš skozi portret Debele gospe, ki zahteva geslo. Če ji poveš pravilno geslo, te spusti v dnevno sobo. V dnevni sobi so udobni naslanjači, kamin in mize. Notri je prav tako tabla z obvestili, kjer se lahko prebere kdaj bodo imeli naslednji obisk Meryascoveene itd. V spalnice vodita dve stopnišči - eno za dečke in drugo za deklice. Dekliško stopnišče je uročeno, zato fantje ne morejo priti v njihove spalnice. Spalnice so okrogle sobe v katerih so postelje s škrlatnimi zavesami.
Ustanovitelj: Godric Gryfondom
Predstojnica: Minerva McHudurra
Grb: Lev na zlatem in rdečem ozadju
Duh: Sir Nicholas de Mimsy Porpington (Skorajbrezglavi Nick)
Element: Ogenj

## Gryfondomci
- Albus Percival Wulfric Brian Dumbledore

- Alicija Spinnet

- Andrew Kirke

- Angelina Johnson

- Arthur Weasley

- Bill Weasley

- Charlie Weasley

- Colin Creevey

- Cormac McWossell

- Dean Thomas

- Demelza Robins

- Dennis Creevey

- Euan Abercrombie

- Fred Weasley

- Geofrey Hooper

- George Weasley

- Ginny Weasley

- Hagrid Ruralus

- Harry Potter

- Hermiona Granger

- Jack Nerodeck

- James Potter

- Jimmy Peakes

- Katie Bell

- Kenneth Towler

- Lavender Brown

- Lee Jordan

- Lily Evans

- Marius Mally

- Minerva McHudurra

- Molly Weasley (rojena Prewett)

- Natalie MacDonald

- Neville Velerit

- Oliver Wood

- Parvati Patil

- Patricija Stimpson

- Percy Weasley

- Remus Wulf

- Ritchie Coote

- Romilda Bahec

- Ron Weasley

- Seamus Finnigan

- Sirius Black

- Victoria (Vicky) Forbisher

## Quidditch ekipa
Gryfondomovska quidditch ekipa prvič po letu 1984 pokal osvoji šolskega leta 1993/94. Znani letnici sta še 1995/96 in 1996/97. V eikpi nosijo škrlatne plašče.

##### 1991 - 1994
Kapetan: Oliver Wood
Zasledovalke: Angelina Johnson, Alicija Spinnet, Katie Bell
Tolkača: Fred Weasley, George Weasley
Branilec: Oliver Wood
Iskalec: Harry Potter

##### 1995 - 1996
Kapetanka: Angelina Johnson
Zasledovalke: Angelina Johnson, Alicija Spinnet, Katie Bell
Tolkača: Fred Weasley, George Weasley (zaradi kazni Kalvare Temyne njuno mesto zavzameta Andrew Kirke in Jack Nerodeck)
Branilec: Ron Weasley
Iskalec Harry Potter (zaradi kazni Kalvare Temyne njegovo mesto zavzame Ginny Weasley)

##### 1996 - 1997
Kapetan: Harry Potter
Zasledovalke: Katie Bell, Ginny Weasley, Demelza Robins
Tolkača: Jimmy Peakes, Ritchie Coote
Branilec: Ron Weasley
Iskalec: Harry Potter